# Till marxismens försvar
Till marxismens försvar är en politisk bok som innehåller Lev Trotskijs brevväxling med de amerikanska kommunisterna James P. Cannon, Joseph Hansen, George Novack och Farrell Dobbs, medlemmar i det trotskistiska Socialist Workers Party. Texterna är skrivna 1939–1940 och behandlar den internationella politiska situationen kring utbrottet av andra världskriget år 1939. Boken sammanställdes och utgavs 1942, efter Trotskijs död.